# Melanargia nemausiaca
Melanargia nemausiaca är en fjärilsart som beskrevs av Eugen Johann Christoph Esper 1790. Melanargia nemausiaca ingår i släktet Melanargia och familjen praktfjärilar. Inga underarter finns listade i Catalogue of Life.